# Abolikro
Abolikro est une localité du centre de la Côte d'Ivoire, et appartenant au département de Bouaké, région Gbêkê. La localité d'Abolikro est un chef-lieu de commune.